# Francisco Carneiro
Francisco Higino Lopes Carneiro (* 8. Juli 1955 in Libolo, Provinz Cuanza Sul) ist ein angolanischer General der Streitkräfte zur Befreiung Angolas (Forças Armadas de Libertação de Angola) sowie Politiker der Movimento Popular de Libertação de Angola (MPLA).

## Leben
Francisco Higino Lopes Carneiro nahm neben João Maria de Sousa, Hélder Vieira Dias, Roberto Leal Monteiro und Kundi Paihama als Angehöriger der Streitkräfte zur Befreiung Angolas FAPLA (Forças Armadas de Libertação de Angola) am Bürgerkrieg teil. Nach der Unabhängigkeit Angolas von Portugal am 11. November 1975 absolvierte er ein Studium der Militärwissenschaften, das er mit einem Magister (Mestre em Ciências Militares) abschloss. Er fand daraufhin verschiedene Verwendungen als Offizier und war unter anderem zwischen 1991 und 1995 Koordinator der Bildungskommission der Streitkräfte sowie Vize-Vorsitzender der Gemeinsamen Politisch-Militärischen Kommission. In den Jahren 1996 bis 1999 war er als Vize-Minister ohne Geschäftsbereich (Vice-Ministro sem Pastas) zuständig für die Koordinierung des Friedensprozesses nach dem Bürgerkrieg. 1988 wurde er Mitglied des Zentralkomitees (ZK) der Movimento Popular de Libertação de Angola (MPLA), dem er auch heute noch angehört. Des Weiteren wurde er 1998 Vize-Minister für Territorialverwaltung (Vice-Ministro da Administração do Território).
Nachdem Francisco Carneiro zwischen 1999 und 2002 Gouverneur der Provinz Cuanza Sul war, wurde er am 6. Dezember 2002 im Kabinett von Premierminister Fernando da Piedade Dias dos Santos Minister für öffentliche Arbeiten (Ministro das Obras Públicas) und hatte diesen Ministerposten vom 30. September 2008 bis zum 5. Februar 2010 auch im Kabinett von Premierminister António Paulo Kassoma. Zugleich wurde er 2003 Mitglied des Politbüros der MPLA sowie 2008 Vizepräsident der MPLA-Fraktion in der Nationalversammlung (Assembleia Nacional), eh er 2011 Präsident der 10. Parlamentskommission (10ª Comissão Direitos Humanos, Petições Reclamações e Sugestões dos Cidadãos), die für Menschenrechte, Bürgerbeschwerden und Vorschläge von Bürgern zuständig ist.
2012 übernahm Francisco Higino Lopes Carneiro nach seinem Ausscheiden aus der Nationalversammlung den Posten als Gouverneur der Provinz Cuando Cubango und wurde im Anschluss 2016 Gouverneur der Provinz Luanda. Zugleich wurde er in Personalunion Präsident der Verwaltungskommission von Luanda sowie Erster Sekretär des MPLA-Komitees der Provinz Luanda. Bei der Wahl vom 23. August 2017 wurde er im Wahlkreis der Provinz Luanda für die Movimento Popular de Libertação de Angola (MPLA) zum Mitglied der Nationalversammlung gewählt. Seit dem 28. September 2017 ist er dort Mitglied der 2. Parlamentskommission (2.ª Comissão: Defesa, Segurança, Ordem Interna, Antigos Combatentes e Veteranos da Pátria), die für Verteidigung, Sicherheit, innere Ordnung, ehemalige Kämpfer und Veteranen des Vaterlandes zuständig ist. Des Weiteren ist er Zweiter Vizepräsident der Nationalversammlung (2º Vice Presidente da Assembleia Nacional) und damit nach Emília Dias der zweite Stellvertreter von Parlamentspräsident Fernando da Piedade Dias dos Santos.
Während seiner Amtszeit als Gouverneur der Provinz Cuando Cubango vergab Carneiro im Jahr 2013 rechtswidrig ohne öffentliche Ausschreibung Aufträge an das Unternehmen Global Beacon Angola im Wert von über 2 Milliarden Kwanzas (21 Mio. US-Dollar) u. a. für den Bau eines Krankenhauses und einer Schule. Zwischen 2013 und 2014 zahlte die Provinzregierung unter seiner Führung 681,4 Millionen Kwanzas (7 Mio. US-Dollar) an das Unternehmen für den Kauf von Ausrüstung. Von diesem Betrag musste das Unternehmen auf Verlangen des Gouverneurs 145 Millionen Kwanzas (1,5 Mio. US-Dollar) für den Bau seiner privaten 30-Zimmer Lodge in Bico de Angola abzweigen. Das Krankenhaus und die Schule wurden danach nicht mehr fertiggestellt.